# Скиртяне
Скиртяне́ —  село в Україні, у Берестинському районі Харківської області. Населення становить 80 осіб. Орган місцевого самоврядування — Тавежнянська сільська рада.
Після ліквідації Сахновщинського району 19 липня 2020 року село увійшло до Красноградського (Берестинського) району.

## Географія
Село Скиртяне знаходиться на відстані 4-6 км від річок Багата, Оріль та Вошива. Село розташоване у верхів'ях балки Третя по дну якої протікає пересихаючий струмок з загатами. На відстані 2 км розташоване село Тавежня.

## Історія
- 1881 - дата заснування.

## Економіка
- Молочно-товарна ферма.